# 통신병

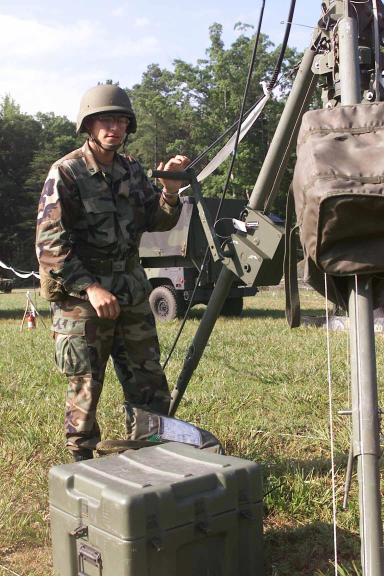

통신병(通信兵, 영어: Signaller)은 군대에서 군사 통신에 관한 임무를 전문적으로 맡는 병사이다. 통신병은 주로 유선 통신/무선 통신 장비를 조작하거나, 현장 본부와 통제 기관을 포함한 지휘 계통에 따라 최전방에서 지휘관에게 전보를 보내는 역할을 수행한다. 전보는 유선/무선 장비가 설치된 통신 시설을 통해 송수신한다.
오늘날의 통신병은 전장에서 다양한 매체를 사용하는 정보 통신 기술 시설의 음성과 데이터를 운용하며 임무를 수행한다. 통신에는 통신선과 위성, 전리층 무선 통신을 사용하며, 여기에는 일반적인 통신 체계인 HF/VHF 무전 통신과 UHF/SHF 무선 통신 (가시거리 내 통신)도 포함된다. TETRA와 같은 셀룰러 유/무선 체계도 일반화되고 있다.
통신 기술이 발달하지 않았던 과거에는 일광 반사 신호기, 올디스 램프, 수기 신호, 전령, 전서구 등을 활용하였다.